# Paheko
 (mars 2023).
 (décembre 2022).
Paheko (ex-Garradin) est un logiciel libre de gestion d’association en ligne  sous licence AGPL v3, et un service.
Accessible via un navigateur, il peut être utilisé avec n’importe quel ordinateur, tablette ou ordiphone. À la fin de l’année 2011, dans le cadre du lancement d’un atelier participatif de réparation de vélos à Dijon, La rustine, se pose la question de l’outil de gestion de l’association qui devait être simple et pas cher. Après un tour des logiciels existants, plus maintenus ou compliqués à utiliser, voire à installer, la décision est prise de se lancer dans le développement (solution jugée plus facile) d’un outil qui serait libre et plus facile à utiliser. Garradin, dont le nom signifie « argent » en Wagiman était né. En décembre 2022, le logiciel change de nom et devient Paheko.

## Historique
Lancement en 2012, le logiciel utilise des squelettes similaires au système de gestion de contenu SPIP. Un plugin pour SPIP est même développé.
Il est présenté aux Rencontres Mondiales du Logiciel Libre (RMLL) en 2018 à Strasbourg.
En 2021, avec la version 1.1, Garradin abandonne la compatibilité avec SPIP pour la syntaxe Brindille. Le service Garradin est, aujourd’hui, utilisé par plus de trois mille associations. Mais il existe d’autres instances qui le proposent, Zourit par exemple, et il est packagé pour YunoHost.
En décembre 2022, le logiciel change de nom et devient Paheko un changement dû à deux raisons principales. En effet, le nom garradin était souvent mal prononcé (comme dans gars radin au lieu de garradine) et il était susceptible d'entraîner des confusions orthographiques. Ensuite, il existe un logiciel commercial australien, spécialisé dans les finances des grands groupes, changer de nom permet d'éviter d'éventuelles poursuites judiciaires.
Le nom de Paheko vient du  Māori, il signifie « coopérer ». Le changement de nom entraîne un changement du logo du logiciel.

Logo de Paheko

## Principes
L’idée est d’avoir un  logiciel, donc un site, léger et facile à utiliser par n’importe qui, sans formation comptable spécifique préalable. Le logiciel propose ainsi, pour la partie comptabilité une saisie « assistée » par catégories d’écritures avec des comptes « favoris » (les comptes comptables les plus utilisés) : dépenses, recettes, créances et virement qui limite les erreurs de saisie pour les opérations les plus courantes.
Par ailleurs, le site de Paheko.cloud n’utilise pas de framework du style Bootstrap qui alourdissent les pages. Et, comme c’est un logiciel libre, Paheko propose des sauvegardes de la base de données de l’association au format sqlite et en plus de l’export des tables au format CSV ou ODS. Il y a aussi une préoccupation très forte des données personnelles :
- les membres qui ont accès à l’interface de gestion de l’association peuvent accéder à l’intégralité des informations que l’association a sur eux et les modifier eux-mêmes ou les supprimer sans avoir à le demander ;
- une association qui utilise le service Paheko.cloud peut supprimer à tout moment les données de l’association, elles sont supprimées définitivement.

## Fonctionnalités
Paheko propose cinq fonctionnalités clés :
- gestion des membres de l’association et des cotisations, saisir une cotisation, gestion des rappels, envois de courriels, une cotisation peut être basée sur un champ calculé ;
- comptabilité, le plan comptable associatif français de 2018 est proposé, mais il est possible d’utiliser d’autres plans comptables ;
- gestion de documents, en plus de ceux liés aux membres ou aux écritures comptables ainsi que la possibilité d’écrire des textes collaborativement (comptes rendus de réunion par exemple) ;
- site-vitrine ;
- des sauvegardes, automatiques ou ponctuelles de la base de données, et des exports de toutes les tables (adhérents, comptabilité).

Des extensions intégrées, Tāima pour le suivi du temps des bénévoles par exemple, complètent ces fonctionnalités.